# Anolis lividus
Anolis lividus är en ödleart som beskrevs av  Garman 1887. Anolis lividus ingår i släktet anolisar, och familjen Polychrotidae. Inga underarter finns listade i Catalogue of Life.